# Dean Gooderham Acheson
Dean Gooderham Acheson, ameriški demokratski politik in pravnik, * 11. april 1893, Middletown, Connecticut, ZDA, † 12. oktober 1971, Sandy Spring, Maryland, ZDA.
Sprva je služboval kot pravnik, v letih 1949−53 je bil zunanji minister ZDA. V kongresu je bil pogosto napadan zaradi neuspešne politike pri obrambi ameriških intersov v Koreji. Z nasveti o zunanji politiki je pomagal predsedniku J.F. Kennedyju.